# Kitt Peak
Il Kitt Peak è una montagna alta 2097 metri, una vetta della Quinlan Mountains, nella Contea di Maricopa in Arizona. Sulla sua sommità si trova l'Osservatorio di Kitt Peak.